# Ardvreck Castle
Ardvreck Castle – szkocki zamek nad jeziorem Loch Assynt. Został wybudowany ok. roku 1590 przez klan MacLeodów. Później zamek dostał się pod rządy klanu MacKenzie.
W roku 1726 w pobliżu zamku klan MacKenzie zbudował nowocześniejszą posiadłość Calda House, która spłonęła w 1737 roku.

## Architektura
Zamek został zbudoway w formie prostokątnego donżonu z okrągłą wieżą schodową w południowo-wschodnim narożniku. Parter składał się z trzech sklepionych komór z otworami strzelniczymi. Pierwsze piętro również było sklepione, a wyższe piętra miały konstrukcję drewnianą.